# Quedenfeldtia
Quedenfeldtia – rodzaj jaszczurek z rodziny Sphaerodactylidae.

## Zasięg występowania
Rodzaj obejmuje gatunki występujące w Maroku i Saharze Zachodniej. 

## Systematyka
Rodzaj zdefiniował w 1883 roku niemiecki zoolog i herpetolog Oskar Boettger w artykule dotyczącym płazów i gadów Maroka, opublikowanym w czasopiśmie Abhandlungen der Senckenbergischen Naturforschenden Gesellschaft. Gatunkiem typowym jest (oznaczenie monotypowe) Quedenfeldtia trachyblepharus.

### Etymologia
Quedenfeldtia: Max Quedenfeldt (1851–1891), niemiecki kolekcjoner i podróżnik.

### Podział systematyczny
Do rodzaju należą następujące gatunki:
- Quedenfeldtia moerens (Chabanaud, 1916)
- Quedenfeldtia trachyblepharus Boettger, 1883